# Mohamed Hamdy (cầu thủ bóng đá, sinh 1995)
Trang này nói về cầu thủ bóng đá người Ai Cập, sinh 1995. Về cầu thủ bóng đá người Ai Cập, sinh 1991, xem Mohamed Hamdy Zaky.
Mohamed Hamdy (sinh ngày 15 Tháng ba năm 1995) là một hậu vệ trái bóng đá người Ai Cập thi đấu cho El Mokawloon theo dạng cho mượn từ Al Ahly của Ai Cập. Hamdy là sản phẩm của hệ thống trẻ Al-Ahly.
Ngày 14 tháng 4 năm 2015, Hamdy có màn ra mắt cho Al-Ahly ở Giải bóng đá ngoại hạng Ai Cập 2014–15 trước Alassiouty Sport dưới thời huấn luyện viên Juan Carlos Garrido.